# Peter Zeidler
Peter Zeidler (* 8. August 1962 in Schwäbisch Gmünd) ist ein deutscher Fußballtrainer.

## Laufbahn
Zeidlers Trainerlaufbahn begann er in der Jugendabteilung des VfB Stuttgart, wo er von 1984 bis 1992 tätig war. Nach Stationen als Spielertrainer bei SV 03 Tübingen, die er mit zwei Aufstiegen aus der Bezirksliga in die Verbandsliga Württemberg führte, und TSV Böbingen wurde er Co-Trainer beim VfB Stuttgart. Von dort wechselte er als Co-Trainer zum VfR Aalen, den er von 2002 bis 2004 auch als Cheftrainer betreute. Von 2005 bis 2007 war Zeidler Trainer der zweiten Mannschaft des 1. FC Nürnberg. Nach einem kurzen Zwischenspiel bei den Stuttgarter Kickers war er von 2008 bis 2011 Co-Trainer bei der TSG 1899 Hoffenheim unter Trainer Ralf Rangnick. Nach einem Jahr in Frankreich beim FC Tours in der Ligue 2 holte ihn der mittlerweile als Sportdirektor zum FC Red Bull Salzburg gewechselte Rangnick zum neu gegründeten FC Liefering, den Kooperationspartner der Salzburger. Mit dem Verein wurde Zeidler auf Anhieb Meister der Regionalliga West (3. Leistungsstufe) und stieg nach Siegen in der Relegation gegen den LASK Linz in die zweitklassige Erste Liga auf.
Am 22. Juni 2015 trat Peter Zeidler die Nachfolge von Adi Hütter als Cheftrainer beim FC Red Bull Salzburg an. Am 3. Dezember 2015 wurde er für die letzten zwei Spiele der Saisonhälfte durch Thomas Letsch ersetzt, danach übernahm Oscar Garcia.
Am 22. August 2016 ging Zeidler erstmals in die Schweiz und wurde als neuer Trainer des FC Sion vorgestellt. Dort wurde er Ende April 2017 wieder entlassen. Bereits im Juli 2017 wurde er vom FC Sochaux in der Ligue 2 in Frankreich als Cheftrainer verpflichtet, ehe er zur Saison 2018/19 zurück in die Schweiz zum FC St. Gallen ging. In St. Gallen erlebte Zeidler eine sportlich überaus erfolgreiche Zeit. Er kam mit seinem Verein mehrmals nahe an einen Titel heran, wie mit der Vizemeisterschaft 2020 oder dem Erreichen des Schweizer Cupfinals 2021 und 2022. Mit einer Amtszeit von sechs Jahren wurde der Deutsche zwischenzeitlich zum dienstältesten Trainer in der höchsten Schweizer Liga.
Zur Saison 2024/25 wurde Zeidler Trainer beim VfL Bochum. Am 20. Oktober 2024 wurde er nach 7 Niederlagen aus 8 Pflichtspielen entlassen.
Im Juni 2025 wurde er als Nachfolger von Ludovic Magnin Cheftrainer beim FC Lausanne-Sport.